# Joanna Matuszewska-Skoczylas
Joanna Matuszewska-Skoczylas, (ur. 5 czerwca 1945, zm. 12 października 2017) – dziennikarka, publicystka, tłumaczka. Zastępca redaktora naczelnego Przeglądu Tygodniowego w latach 1983–1987. W latach 1987–1990 sprawowała funkcję zastępcy dyrektora Programu Pierwszego Telewizji Polskiej. Od 1991 do 1994 roku dyrektor Studia Wydawniczego „SZTUKA”. Założycielka (1994) Stowarzyszenia Artystycznego „SZTUKA”.

## Życiorys
Absolwentka filologii romańskiej na Uniwersytecie Warszawskim (1967). Równolegle studiowała na Wydziale Filozofii UW. W 1967 roku rozpoczęła pracę w Polskim Radiu jako redaktor Programu dla Zagranicy. W latach 1979–1980 kierownik Redakcji Audycji dla Afryki. W 1980 roku została wybrana I sekretarzem Komitetu Zakładowego Polskiej Zjednoczonej Partii Robotniczej w Komitecie ds. Radia i Telewizji. Zrezygnowała z tej funkcji w roku 1983. W 1987 po rozpoczęciu pracy w TVP  redagowała programy kulturalne w TVP1, m.in. Telewizyjny Magazyn Aktualności Kulturalnych Pegaz. Współpracowała z redakcjami Kultury, Polityki, Literatury na Świecie, SZTUKI. Członek Stowarzyszenia Dziennikarzy Polskich (1968–1982), Stowarzyszenia Dziennikarzy PRL a następnie Stowarzyszenia Dziennikarzy RP (1982–2017). 
Tłumaczyła z języka francuskiego m.in. J.P. Sartre’a, J.Derridę i P.Ricoeur’a dla Literatury na świecie i publikacji książkowych. Od 1994 poświęciła się pracy w Stowarzyszeniu Artystycznym SZTUKA wydającym do 2006 czasopismo SZTUKA.
Córka Stefana Matuszewskiego i Wilhelminy Matuszewskiej oraz żona artysty malarza Andrzeja Skoczylasa.
Odznaczona Złotym i Brązowym Krzyżem Zasługi oraz Krzyżem Kawalerskim Orderu Odrodzenia Polski (2005).
Pochowana w grobie rodzinnym na Cmentarzu Wojskowym na Powązkach.